# San Giovanni Battista (Donatello Siena)
Il San Giovanni Battista è una scultura eseguita dall'artista fiorentino Donatello intorno al 1455 a Firenze e portata a Siena dall'artista stesso nel 1457. Misura 185cm di altezza ed è custodita all'interno della cappella dedicata al santo nel Duomo di Siena.

## Storia
La realizzazione della statua andrebbe collocata al 1450, anno in cui l'artista risiedeva a Firenze, sua città natale. I critici, data la scarsità di fonti, sono propensi a considerare il bronzo come un ingombrante avanzo di una commissione non andata a buon fine. Nel (1457), l'artista portò con sé la statua incompiuta e smembrata a Siena, essendo qui richiamato per eseguire i battenti bronzei del duomo. Ma neppure a Siena Donatello riuscì a “vendere” la sua statua ad un prezzo da lui ritenuto congruo e la lasciò incompiuta all'Opera del Duomo, ripartendo nel 1461 per Firenze. L'opera incaricò Cristoforo Gabbrielli di farla terminare a sue spese, conferendo a questi il patrocinio della cappella maggiore del Battistero, luogo a cui la statua era evidentemente destinata. Ma anche questi propositi non si concretizzarono. 
Nel 1465-1466 si dette avvio alla costruzione della cappella mediana della sagrestia del duomo, al fine di custodire la preziosa reliquia di San Giovanni Battista (il braccio destro) che Papa Pio II aveva ottenuto da Tommaso Paleologo, despota della Morea, in cambio di supporto per la sua guerra contro i Turchi. La statua fu qui posta, come indica un documento del 1482 che attesta la sua presenza proprio nella cappella della sagrestia. Ma neppure questa fu la destinazione finale della statua. Proprio nel 1482, 16 anni dopo la morte di Donatello, Alberto Aringhieri, divenuto rettore dell'Opera, decise di iniziare la costruzione di una cappella dedicata al Santo al fine di dare alla reliquia una più appropriata dimora. E nel 1501 la statua di Donatello fu qui trasferita, insieme alla due statue raffiguranti Santa Caterina d'Alessandria e Sant'Ansano, scolpite rispettivamente da Neroccio di Bartolomeo de' Landi e Giovanni di Stefano. Questa è anche la sua collocazione odierna.
La destinazione della statua fu quindi decisa non solo da altri, ma anche ben oltre la sua morte. La figura era comunque ancora priva dell'avambraccio destro, come testimoniato da un documento del XVII secolo del rettore dell'Opera Ludovico de' Vecchi, che provvide al restauro del bronzo e forse anche al suo completamento.

## Descrizione e stile
San Giovanni Battista è raffigurato secondo l'iconografia classica: è in piedi, vestito di pelli con le quali viveva nel deserto, e reca in mano la croce astile e una pergamena dove di solito si trova la scritta "Ecce Agnus Dei". L'altra mano, quella del reintegro, è invece piegata a benedicente. La figura è esile, con il volto scavato, gli occhi infossati, la pelle come secca pergamena che rivela le vene e i tendini sottostanti. La bocca dischiusa e lo sguardo attonito testimoniano la profonda sofferenza del santo, colto nel momento delle peregrinazioni e dei digiuni nel deserto. 
L'opera è da mettere in relazione con la Maddalena penitente, per il trattamento secco e disincantato della figura umana, nella quale traspaiono tutte le pene e le fatiche della vita ascetica, volte a muovere a toccare nel profondo l'osservatore. La statua veniva di solito datata vicino al San Giovanni Battista sempre di Donatello a Venezia, ma in un restauro del XX secolo venne scoperta su quest'ultimo una data dipinta molto anteriore: il 1438.